# Comuna de Milejczyce
Milejczyce (polaco: Gmina Milejczyce) é uma gminy (comuna) na Polónia, na voivodia de Podláquia e no condado de Siemiatycze. A sede do condado é a cidade de Milejczyce.
De acordo com os censos de 2004, a comuna tem 2289 habitantes, com uma densidade 15,1 hab/km².

## Área
Estende-se por uma área de 151,79 km², incluindo:
- área agrícola: 53%
- área florestal: 40%

## Demografia
Dados de 30 de Junho 2004:
|                      | Total   | Total | Mulheres | Mulheres | Homens  | Homens |
| -------------------- | ------- | ----- | -------- | -------- | ------- | ------ |
|                      | pessoas | %     | pessoas  | %        | pessoas | %      |
| População            | 2288    | 100   | 1198     | 52,3     | 1091    | 47,7   |
| Densidade (pop./km²) | 15,1    | 100   | 7,9      | 7,9      | 7,2     | 7,2    |

De acordo com dados de 2002, o rendimento médio per capita ascendia a 1264,9 zł.

## Subdivisões
- Biełki, Borowiki, Chańki-Kościukowicze-Klimkowicze, Choroszczewo, Choroszczewo-Kolonia, Grabarka, Lewosze, Lubiejki, Miedwieżyki, Mikulicze, Milejczyce, Nowosiółki, Pokaniewo, Pokaniewo-Kolonia, Rogacze, Sobiatyno, Wałki.

## Comunas vizinhas
- Boćki, Czeremcha, Dziadkowice, Kleszczele, Nurzec-Stacja